# Blohm & Voss Bv P.208

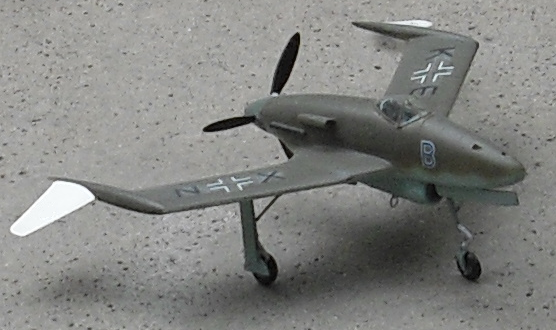
Blohm und Voss Bv P.208

De BV P.208 was een project voor een jachtvliegtuig dat werd ontwikkeld door de Duitse vliegtuigbouwer Blohm und Voss.

## Ontwikkeling
Het BV P.208-project bestond uit een aantal ontwerpen voor staartloze jachtvliegtuigen. Bij alle ontwerpen was de zuigermotor achter de cockpit geplaatst en voorzien van een duwpropeller. De luchtinlaat was aan de zijkant van de romp aangebracht, de radiator halverwege onder de romp. Men maakte van een zuigermotor gebruik omdat de beoogde straalmotor niet beschikbaar was.
De vleugel was tegen de onderkant van de romp geplaatst en was voorzien van een pijlstand van 30 graden. Aan de vleugeltippen waren korte stijlen aangebracht met hieraan aan de achterkant een kleine vleugeltip. Deze wezen duidelijk naar beneden en werden gebruikt als richting- en hoogteroeren.
Voor het testen van de besturing wilde men gebruikgemaakt van de Skoda-Kaula V6. Dit toestel werd aangepast en heeft ook werkelijk in deze vorm gevlogen. Er was een neuswiel landingsgestel aangebracht waarvan het neuswiel voorwaarts in de rompneus opgetrokken en het hoofdlandingsgestel binnenwaarts in de vleugels. De cockpit was op de romp geplaatst en bevond zich boven de vleugelvoorrand.
De bewapening bestond uit drie 30mm-MK108-kanonnen die in de rompneus waren aangebracht.

## Uitvoeringen
De Bv P.208.01 maakte gebruik van een Junkers Jumo 222E-motor.
De Bv P.208.02 was voorzien van een Argus As 413-motor.
De Bv P.208.03 was voorzien van een Daimler-Benz DB603L-motor. De radiator was groter uitgevoerd en verder naar voren geplaatst. Beide toestellen waren ook voorzien van kleine richtingsroeren aan de vleugeltippen.